# الرحوب (دوعن)
'

تعديل مصدري - تعديل

الرحوب هي إحدى قرى عزلة صيف بمديرية دوعن التابعة لمحافظة حضرموت، بلغ تعداد سكانها 81 نسمة حسب تعداد اليمن لعام 2004.